# Barišálská oblast
Barišálská oblast je jedna z osmi oblastí Bangladéše. Jejím hlavním městem je Barisal. Leží na jihu země na pobřeží Bengálského zálivu. Na severu sousedí s Dháckou oblastí, na východě s Čattagrámskou oblastí a na západě s Khulanskou oblastí. Oblastí protéká řeka Padma, na jejímž pobřeží se nachází hlavní město oblasti Barisal. Oblast vznikla v roce 1993 a v roce 2022 zde žilo přibližně 9,3 milionu obyvatel. Oficiálním jazykem oblasti je bengálština. 